# 蔣經國政府
蔣經國政府（通稱小蔣政府）是指1978年5月20日至1988年1月13日，蔣經國擔任第6任及第7任中華民國總統期間所領導的中華民國政府。1978年蔣經國與謝東閔經國民大會間接選舉為第6任總統、副總統，1984年再度與李登輝當選第7任正副總統。蔣經國於第7任總統任內病逝，剩餘任期（1988－1990）則由副總統李登輝繼任完成。
蔣經國政府期間歷經孫運璿內閣和俞國華內閣，共兩位兩任。此期間中華民國中央政府各部門首長全部為中國國民黨黨員；此時期的政府仍屬於一黨專政政府，《臺灣省戒嚴令》依然繼續施行，直至1987年7月15日才解除戒严。

## 政府人事

### 副總統
|      |      |        |               |               |            |  |  |
| 次序 | 肖像 | 姓名   | 任職期間      | 任職期間      | 政黨       |  |  |
| 次序 | 肖像 | 姓名   | 到任時間      | 卸任時間      | 政黨       |  |  |
| 1    |      | 謝東閔 | 1978年5月20日 | 1984年5月19日 | 中國國民黨 |  |  |
| 2    |      | 李登輝 | 1984年5月20日 | 1988年1月13日 | 中國國民黨 |  |  |

### 內閣
|          |          |          |               |              |            |
| 內閣次序 | 閣揆肖像 | 閣揆姓名 | 存續期間      | 存續期間     | 所屬政黨   |
| 內閣次序 | 閣揆肖像 | 閣揆姓名 | 到任時間      | 卸任時間     | 所屬政黨   |
| 代理     |          | 徐慶鐘   | 1978年5月20日 | 1978年6月1日 | 中國國民黨 |
| 1        |          | 孫運璿   | 1978年6月1日  | 1984年6月1日 | 中國國民黨 |
| 2        |          | 俞國華   | 1984年6月1日  | 1989年6月1日 | 中國國民黨 |

## 外部連結
- 1978.05.20第六任總統、副總統宣誓就職典禮報導 （页面存档备份，存于），江昀泰Youtube頻道
- 1984.05.20第七任總統、副總統就職典禮暨就職演說 （页面存档备份，存于），華視懷舊頻道Youtube頻道

| 前任： 嚴家淦政府 | 行憲以後的中華民國政府 1978年5月20日—1988年1月13日 | 繼任： 李登輝政府 |